# Diversinervus
Genre
Diversinervus est un genre d'insectes diptères de la famille des Encyrtidae.

## Liste des espèces
Selon GBIF (29 mars 2023) :
- Diversinervus cervantesi (Girault, 1933)
- Diversinervus desantisi Compere, 1931
- Diversinervus elegans Silvestri, 1915
- Diversinervus madgaoensis Hayat, Alam & Agarwal, 1975
- Diversinervus masakaensis Compere, 1940
- Diversinervus orarius Prinsloo, 1985
- Diversinervus paradisicus (Motschulsky, 1863)
- Diversinervus redactus Prinsloo, 1985
- Diversinervus scutatus Compere, 1931
- Diversinervus silvestrii Waterston, 1916
- Diversinervus smithi Compere, 1940
- Diversinervus stramineus Compere, 1938

## Systématique
Le nom valide complet (avec auteur) de ce taxon est Diversinervus Silvestri, 1915.
Diversinervus a pour synonyme :
- Cheiloneuroides Girault, 1915

## Publication originale
- (it) F. Silvestri, 1915, « Contributo all conoscenza degli insetti dell'olivo dell'Eritrea e dell'Africa meridionalei », Bollettino del Laboratorio di zoologia generale e agraria della R. Scuola superiore d'agricoltura in Portici, vol. 9, p. 240–334 (lire en ligne, p. 304, fig. LIX).